# Kaappunt

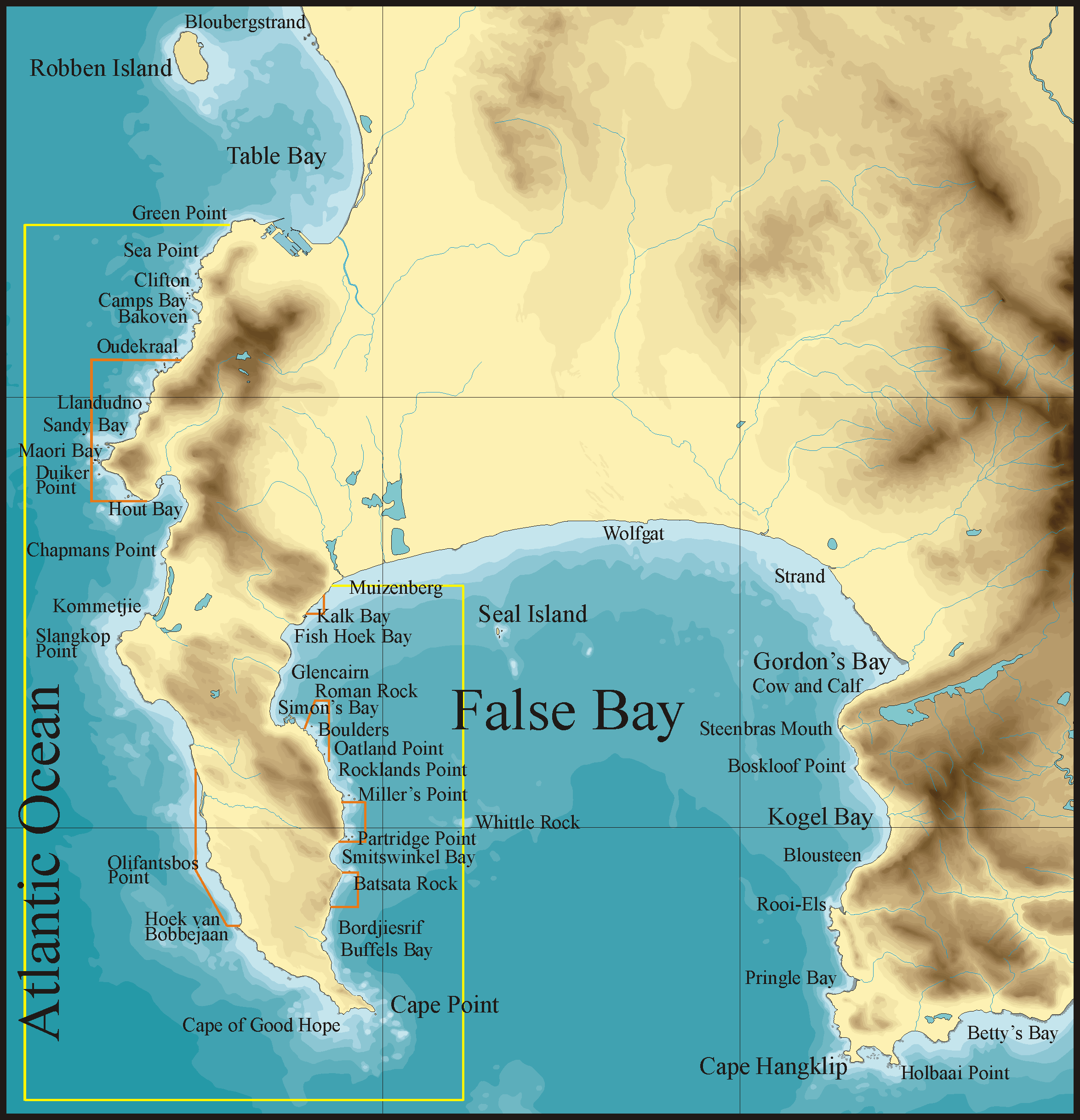
De locatie van Kaappunt

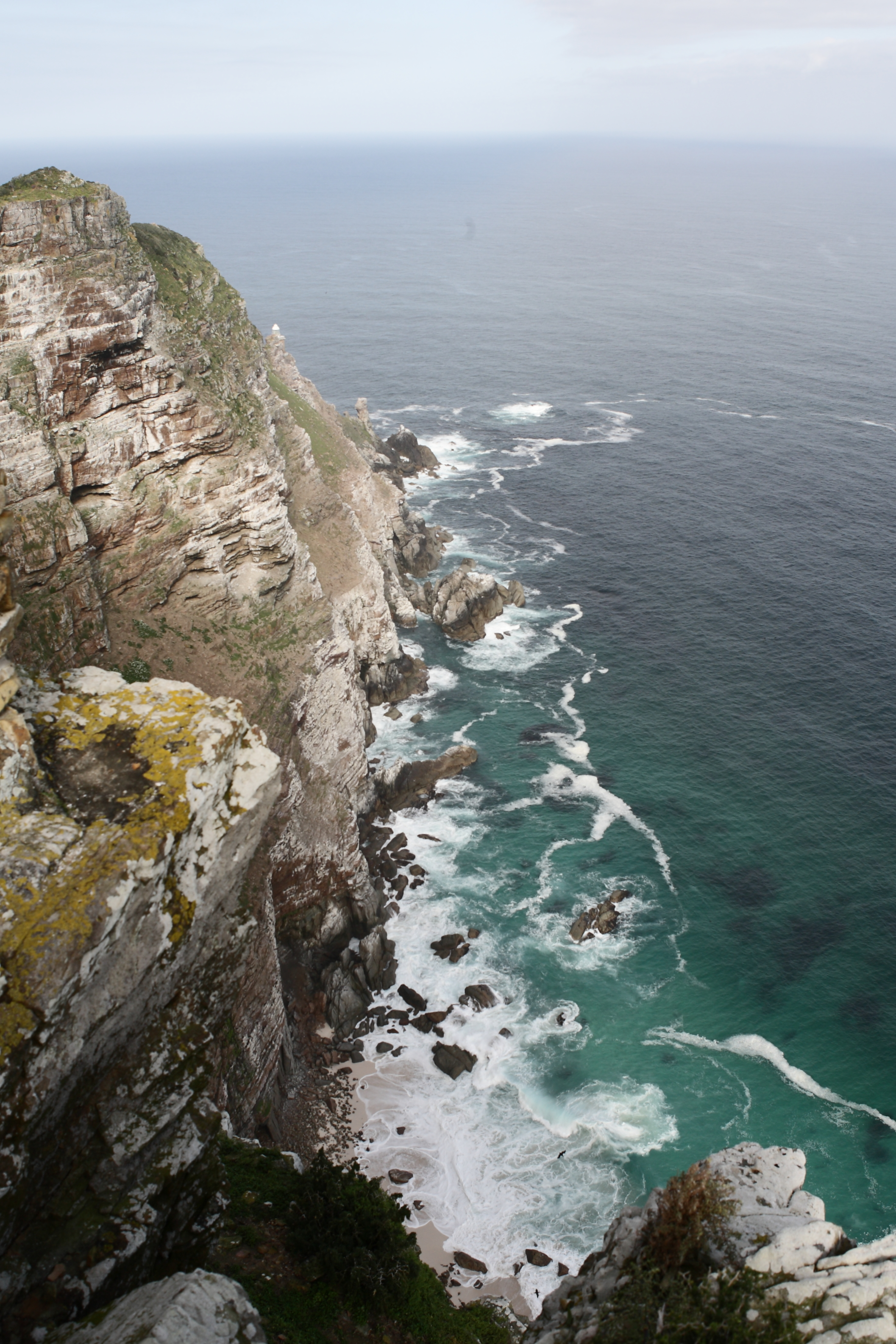
Uitzicht over Kaappunt.

Cape Point of Kaappunt is de zuidoostelijke punt van het Kaapse Schiereiland en is een bergachtig gebied van circa 30 kilometer in Zuid-Afrika. Kaappunt ligt 2,3 km ten oosten van Kaap de Goede Hoop